# South Station

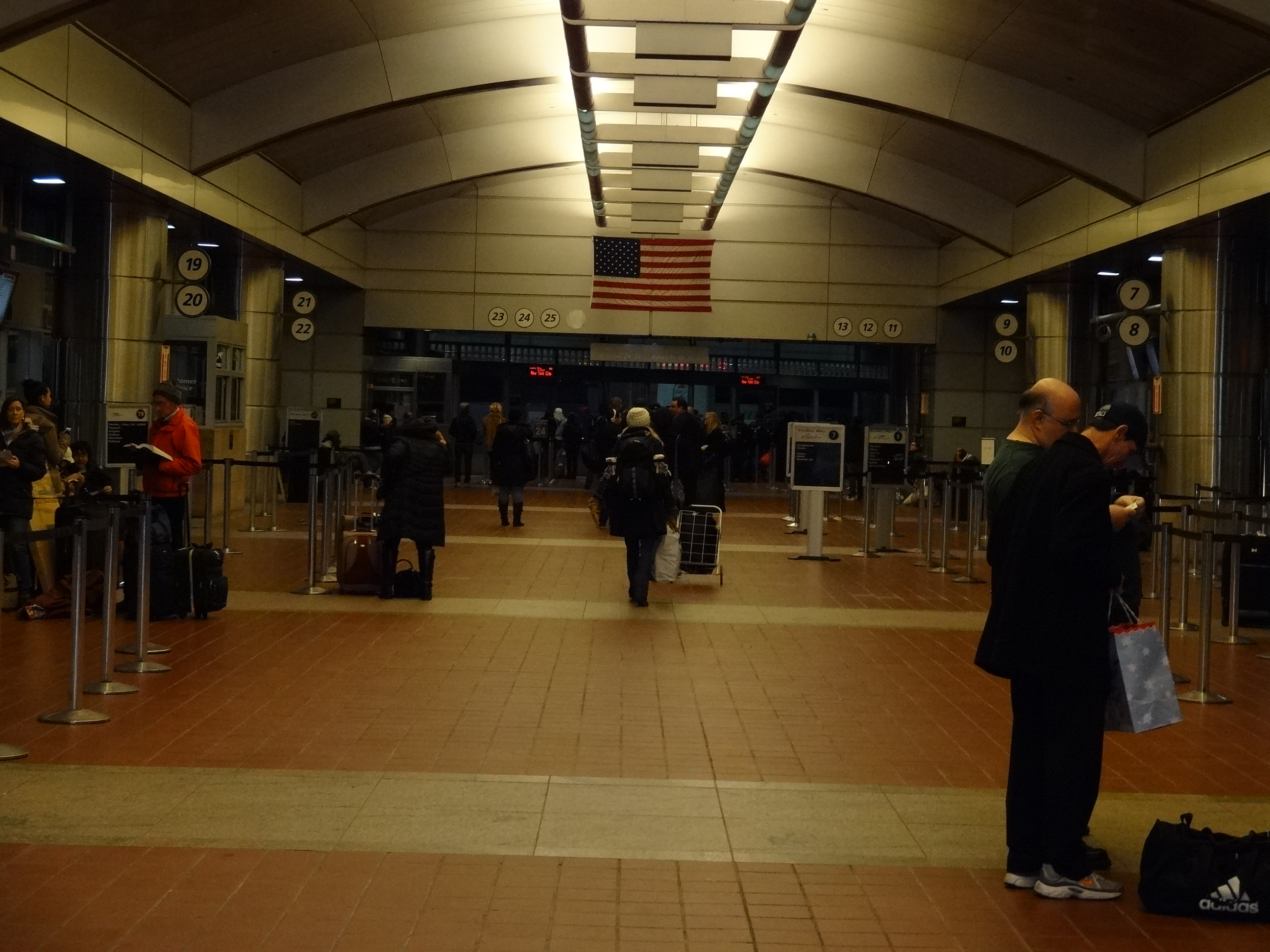
Interior do South Station Bus Terminal.

South Station é o terminal multimodal localizado em Boston, Estados Unidos.
Possui um terminal rodoviário, um terminal ferroviário, uma estação de metrô e uma estação de ônibus municipais.